# Valley
Valley este o comună din landul Bavaria, Germania.